# Klubowy Puchar Europy na Żużlu 2006
Klubowy Puchar Europy (KPE) to cykl turniejów mających wyłonić najlepszą drużynę klubową w Europie. Rangę turnieju obniża fakt, że corocznie (także i w sezonie 2006) do rozgrywek nie włączają się mistrzowie Wielkiej Brytanii, Szwecji i Danii.
Tytułu najlepszej drużyny klubowej w Europie broniła rosyjska Mega-Łada Togliatti.
Polskę reprezentował Mistrz Polski z poprzedniego sezonu – Unia Tarnów, która była organizatorem finału KPE i która zdobyła Klubowy Puchar w sezonie 2006.

## Półfinały

### Debreczyn
Debreczyn (Węgry) – 22 lipca 2006 (16:00)
| Msc |                                                                                                   | Drużyna / Zawodnik                                        | Biegi                  | Punkty |
| --- | ------------------------------------------------------------------------------------------------- | --------------------------------------------------------- | ---------------------- | ------ |
| 1   |                                                                                                   | Simon & Wolf Debreczyn                                    | Simon & Wolf Debreczyn | 45     |
| 1   | (1) Tomasz Chrzanowski (2) Maciej Kuciapa (3) Sándor Tihanyi (4) Tomasz Rempała (17) Matej Ferjan | (2,3,-,-,3) (1,3,2,2,1) (3,2,3,3,1) (2,-,-,2,2) (2,3,2,3) | 8 9 12 6 10            |        |
| 2   |                                                                                                   | Mega-Łada Togliatti                                       | Mega-Łada Togliatti    | 38     |
| 2   | (5) Rune Holta (6) Ilia Bondarenko (7) Jewgienij Gomozow (8) Roman Iwanow (18) Bohumil Brhel      | (2,3,3,3,2) (3,1,2,1,1) (1,2,1,2,1) (2,2,1,3,2) ns        | 13 8 7 10 ns           |        |
| 3   |                                                                                                   | AMTK Lubljana                                             | AMTK Lubljana          | 34     |
| 3   | (9) Matej Žagar (10) Jernej Kolenko (11) Maks Gregorič (12) Izak Santej (19) Matic Voldrih        | (3,3,3,d,3) (3,1,2,3,3) (1,d,1,1,2) (d,1,1,1,2) ns        | 12 5 ns                |        |
| 4   |                                                                                                   | SC Unia Goričan                                           | SC Unia Goričan        | 3      |
| 4   | (13) Ivan Vargek (14) Renato Cvetko (15) Marko Vlah (16) Marko Oto (20)brak zawodnika             | (0,0,1,u,0) (1,1,0,0,0) (0,0,0,0,0) (0,-,-,-,-) -         | 1 2 0 -                |        |

### Dyneburg
Dyneburg (Łotwa) – 13 sierpnia 2006 (18:00)
| Msc | | Drużyna / Zawodnik                                          | Biegi                   | Punkty |
| --- | --- | ----------------------------------------------------------- | ----------------------- | ------ |
| 1   | | Speedway Centr Dyneburg                                     | Speedway Centr Dyneburg | 46     |
| 1   | (5) Ķasts Puodžuks (6) Grigorij Łaguta (7) Maksims Bogdanovs (8) Andrejs Koroļevs (18) Siergiej Darkin | (w,2,3,3) (2,3,2,-,3) (3,-,3,2,u,) (3,3,-,2,3) (3,2,2,2)    | 8 10 8 11 9             |        |
| 2   | | MSC Diedenbergen                                            | MSC Diedenbergen        | 36     |
| 2   | (13) Adam Skórnicki (14) Thomas Stange (15) Norbert Magosi (16) Robert Mikołajczak (20) Ronny Weis     | (3,2,1,3,2,3) (-,-,-,-) (2,3,3,3,2,2) (1,1,1,-,d) (2,1,1,0) | 14 ns 15 3 4            |        |
| 3   | | Ukraina Równe                                               | Ukraina Równe           | 22     |
| 3   | (9) Piotr Dym (10) Grzegorz Knapp (11) Andrij Karpow (12) Wiktor Gajdym (19) Ołeksandr Borodaj         | (1,2,2,d,1) (2,1,-,3,2,3) (1,d,0,w,t,w) (3,1,0,-) (0)       | 6 11 1 4 0              |        |
| 4   | | PSK Olymp Praga                                             | PSK Olymp Praga         | 16     |
| 4   | (1) Matěj Kůs (2) Antonín Galliani (3) Richard Wolff (4) Pavel Ondrašík (17) Věroslav Kollert          | (d,2,1,1,1) (0,-,2,1,0) (0,0,d,1,1) (1,0,-,-) (0,3,1,1)     | 5 3 2 1 5               |        |

## Finał
Tarnów (Polska) – 3 września 2006 (19:00)
- Sędzia zawodów: Krister Gardell (Szwecja)
- Kibiców: 5000 os.
- NCD: 70,56 s – Tomasz Gollob w 1. biegu

| Msc | | Drużyna / Zawodnik                                          | Biegi                   | Punkty |
| --- | --- | ----------------------------------------------------------- | ----------------------- | ------ |
| 1   | | Unia Tarnów                                                 | Unia Tarnów             | 51     |
| 1   | (5) Tomasz Gollob (6) Janusz Kołodziej (7) Marcin Rempała (8) Kamil Zieliński (18) Hans Niklas Andersen | (3,3,3,3,3) (2,3,3,3,3) (0,1,2,2,3) (-,-,-,-,-) (3,2,3,3,3) | 15 14 8 ns 14           |        |
| 2   | | Mega-Łada Togliatti                                         | Mega-Łada Togliatti     | 36     |
| 2   | (13) Leigh Adams (14) Nicki Pedersen (15) Ilia Bondarenko (16) Roman Iwanow (20) Gary Havelock          | (3,3,2,2,2) (2,3,3,2,2) (-,-,-,-,0) (3,2,0,2,1) (2,d,2,0)   | 12 12 0 8 4             |        |
| 3   | | Simon & Wolf Debreczyn                                      | Simon & Wolf Debreczyn  | 17     |
| 3   | (9) Sándor Tihanyi (10) Tomasz Rempała (11) Maciej Kuciapa (12) Karol Baran (19) Matej Ferjan           | (0,-,-,-,1) (1,2,1,0,0) (0,1,1,3,0) (1,2,w,t,-) (0,1,1,2)   | 1 4 5 3 4               |        |
| 4   | | Speedway Centr Dyneburg                                     | Speedway Centr Dyneburg | 16     |
| 4   | (1) Ķasts Puodžuks (2) Grigorij Łaguta (3) Andrejs Koroļevs (4) Maksims Bogdanovs (17) brak zawodnika   | (2,0,1,0,1) (1,0,2,1,1) (1,1,0,1,0) (0,1,0,1,2)             | 4 5 3 4                 |        |

Bieg po biegu:
1. GOLLOB (70,56), Pedersen, Baran, Bogdanovs
2. ADAMS (71,06), Kołodziej, Koroļevs, Kuciapa
3. ANDERSEN (71,03), Havelock, Łaguta, Tihanyi
4. IWANOW (72,47), Puodžuks, T. Rempała, M. Rempała
5. KOŁODZIEJ (71,11), Iwanow, Bogdanovs, Ferjan
6. GOLLOB (71,80), T. Rempała, Koroļevs, Havelock (d4)
7. ADAMS (70,87), Baran, M. Rempała, Łaguta
8. PEDERSEN (70,97), Andersen, Kuciapa, Puodžuks
9. ANDERSEN (71,32), Adams, T. Rempała, Bogdanovs
10. PEDERSEN (71,72), M. Rempała, Ferjan, Koroļevs
11. GOLLOB (72,91), Łaguta, Kuciapa, Iwanow
12. KOŁODZIEJ (73,28), Havelock, Puodžuks, Baran (w/2min)
13. ANDERSEN (72,69), Iwanow, Koroļevs, Baran (t)
14. KUCIAPA (73,28), M. Rempała, Bogdanovs, Havelock
15. KOŁODZIEJ (72,11), Pedersen, Łaguta, T. Rempała
16. GOLLOB (72,33), Adams, Ferjan, Puodžuks
17. ANDERSEN (72,88), Bogdanovs, Tihanyi, Bondarenko
18. M. REMPAŁA (73,57), Ferjan, Iwanow, Koroļevs
19. KOŁODZIEJ (72,89), Pedersen, Puodžuks, T. Rempała
20. GOLLOB (72,31), Adams, Łaguta, Kuciapa